# Jamal Mashburn
Jamal Mashburn (New York, 29 settembre 1972) è un ex cestista statunitense, professionista nella NBA.

## Carriera
Dopo essersi messo in mostra alla high school e all'Università del Kentucky, approda in NBA con la chiamata da parte dei Dallas Mavericks al draft NBA 1993 (4ª scelta). Nonostante il fatto di essere un'esordiente, Mashburn ha terminato la prima stagione con una media di 19,2 punti a partita, tanto da venire selezionato nell'NBA All-Rookie Team di quell'anno, tuttavia la squadra archivia l'annata con il secondo peggior record della sua storia: 13 vittorie e 69 sconfitte. Complice quel bilancio negativo, i Mavs ottengono la 2ª scelta al draft e si rinforzano con Jason Kidd, e Mashburn incrementa ulteriormente le sue cifre, portandole a 24,1 punti di media. Il 12 novembre 1994 segna 50 punti sul campo dei Chicago Bulls di Michael Jordan. Durante la stagione 1995-1996 è limitato dagli infortuni, che lo costringono a giocare solo 18 partite. Anche l'anno successivo inizia la stagione a Dallas, ma il 14 febbraio 1997 viene scambiato ai Miami Heat in cambio di Predrag Danilović, Kurt Thomas e Martin Müürsepp.
A Miami trova coach Pat Riley, intanto la squadra stabilisce il suo miglior record storico fino a quel momento (61 vittorie) arrivando fino alle finali della Eastern Conference. Le due stagioni successive di Mashburn con gli Heat sono nuovamente condizionate dagli infortuni: nel 1997-1998 gioca solo 48 partite, utilizzo che scende a 24 partite l'anno seguente pur considerando che quella stagione è stata più breve per via del lockout. Nel 1999-2000 i suoi numeri sono tornati a migliorare, sfiorando i 17 punti di media, tuttavia a fine stagione passa agli Charlotte Hornets in uno scambio multiplo.
Monster Mash (questo il suo soprannome) chiude la sua prima stagione con la canotta degli Hornets con 20,1 punti, 7,6 rimbalzi e 5,4 assist in 76 partite. Al primo turno di play-off, Charlotte ha eliminato l'ex squadra di Mashburn, Miami, con un secco 3-0 prima di essere eliminata successivamente per mano di Milwaukee. La stagione 2001-2002 si rivela ancora una volta problematica dal punto di vista fisico per l'ala newyorkese, che gioca solo 40 partite nell'ultimo anno a Charlotte prima del trasferimento di franchigia a New Orleans. Superati i 30 anni, Mashburn nel 2002-2003 gioca per la prima volta in carriera tutte e 82 le partite di una stagione NBA. Contemporaneamente, il eguagliando il suo career high viene chiamato per la prima e unica volta a partecipare a un NBA All-Star Game. Il 21 febbraio 2003 ha segnato 50 punti ai Memphis Grizzlies, eguagliando il suo career high. Quello che risulterà essere il suo ultimo anno in NBA è segnato dagli infortuni per l'ennesima volta: gioca solo 19 partite ma diventa il quinto giocatore di sempre a giocare l'ultima stagione in carriera segnando almeno 20 punti di media.
In realtà Mashburn non ha comunicato subito il ritiro, visto che inizialmente aveva manifestato l'intenzione di saltare la sola stagione 2004-05 per curare i problemi al ginocchio. Nonostante ciò, il 24 febbraio 2005 è stato scambiato ai Philadelphia 76ers, con cui però non ha mai visto il campo. Il 24 marzo 2006 è stato svincolato dai 76ers, e successivamente ha annunciato il ritiro.
Appese le scarpe al chiodo, ha lavorato come analista con l'emittente ESPN e avviato una serie di iniziative imprenditoriali in vari settori, tanto da interessarsi qualche anno più tardi a un eventuale acquisto degli Hornets.

## Statistiche

### NCAA
| Anno      | Squadra           | PG | PT | MP   | TC%  | 3P%  | TL%  | RP  | AP  | PRP | SP  | PP   |
| --------- | ----------------- | -- | -- | ---- | ---- | ---- | ---- | --- | --- | --- | --- | ---- |
| 1990-1991 | Kentucky Wildcats | 28 | -  | 24,2 | 47,4 | 29,3 | 72,7 | 7,0 | 1,5 | 1,3 | 0,5 | 12,9 |
| 1991-1992 | Kentucky Wildcats | 36 | -  | 32,7 | 56,7 | 43,9 | 70,9 | 7,8 | 1,5 | 1,8 | 0,6 | 21,3 |
| 1992-1993 | Kentucky Wildcats | 34 | -  | 32,6 | 49,2 | 36,7 | 67,0 | 8,4 | 3,6 | 1,5 | 0,4 | 21,0 |
| Carriera  | Carriera          | 98 | -  | 30,2 | 51,6 | 37,6 | 69,7 | 7,8 | 2,2 | 1,6 | 0,5 | 18,8 |

### NBA

#### Regular season
| Anno      | Squadra           | PG  | PT  | MP   | TC%  | 3P%  | TL%  | RP  | AP  | PRP | SP  | PP   |
| --------- | ----------------- | --- | --- | ---- | ---- | ---- | ---- | --- | --- | --- | --- | ---- |
| 1993-1994 | Dallas Mavericks  | 79  | 73  | 36,7 | 40,6 | 28,4 | 69,9 | 4,5 | 3,4 | 1,1 | 0,2 | 19,2 |
| 1994-1995 | Dallas Mavericks  | 80  | 80  | 37,3 | 43,6 | 32,8 | 73,9 | 4,1 | 3,7 | 1,0 | 0,1 | 24,1 |
| 1995-1996 | Dallas Mavericks  | 18  | 18  | 37,2 | 37,9 | 34,3 | 72,9 | 5,4 | 2,8 | 0,8 | 0,2 | 23,4 |
| 1996-1997 | Dallas Mavericks  | 37  | 21  | 26,4 | 37,2 | 32,1 | 64,9 | 3,1 | 2,5 | 0,9 | 0,1 | 10,6 |
| 1996-1997 | Miami Heat        | 32  | 30  | 37,2 | 39,8 | 32,9 | 75,2 | 5,6 | 3,5 | 1,3 | 0,2 | 13,4 |
| 1997-1998 | Miami Heat        | 48  | 48  | 36,0 | 43,5 | 30,3 | 79,7 | 4,9 | 2,8 | 0,9 | 0,3 | 15,1 |
| 1998-1999 | Miami Heat        | 24  | 23  | 35,6 | 45,1 | 43,3 | 72,1 | 6,1 | 3,1 | 0,8 | 0,1 | 14,8 |
| 1999-2000 | Miami Heat        | 76  | 76  | 37,2 | 44,5 | 40,3 | 77,8 | 5,0 | 3,9 | 1,0 | 0,2 | 17,5 |
| 2000-2001 | Charlotte Hornets | 76  | 76  | 39,3 | 41,3 | 35,6 | 76,6 | 7,6 | 5,4 | 1,1 | 0,2 | 20,1 |
| 2001-2002 | Charlotte Hornets | 40  | 40  | 40,0 | 40,7 | 36,6 | 87,6 | 6,1 | 4,3 | 1,1 | 0,2 | 21,5 |
| 2002-2003 | N.O. Hornets      | 82  | 81  | 40,5 | 42,2 | 38,9 | 84,8 | 6,1 | 5,6 | 1,0 | 0,2 | 21,6 |
| 2003-2004 | N.O. Hornets      | 19  | 18  | 38,4 | 39,2 | 28,4 | 81,3 | 6,2 | 2,5 | 0,7 | 0,3 | 20,8 |
| Carriera  | Carriera          | 611 | 584 | 37,3 | 41,8 | 34,5 | 76,6 | 5,4 | 4,0 | 1,0 | 0,2 | 19,1 |
| All-Star  | All-Star          | 1   | 0   | 14,0 | 57,1 | 100  | -    | 4,0 | 2,0 | 2,0 | 0,0 | 10,0 |

#### Play-off
| Anno     | Squadra           | PG | PT | MP   | TC%  | 3P%  | TL%  | RP  | AP  | PRP | SP  | PP   |
| -------- | ----------------- | -- | -- | ---- | ---- | ---- | ---- | --- | --- | --- | --- | ---- |
| 1997     | Miami Heat        | 17 | 17 | 32,6 | 38,7 | 35,5 | 65,0 | 4,9 | 2,1 | 1,0 | 0,1 | 10,5 |
| 1998     | Miami Heat        | 5  | 3  | 25,8 | 26,7 | 36,4 | 75,0 | 4,4 | 1,8 | 0,6 | 0,2 | 6,2  |
| 1999     | Miami Heat        | 5  | 5  | 30,4 | 38,8 | 42,9 | 66,7 | 2,6 | 2,0 | 0,4 | 0,0 | 10,0 |
| 2000     | Miami Heat        | 10 | 10 | 42,3 | 40,1 | 39,4 | 85,7 | 4,6 | 3,2 | 1,1 | 0,2 | 17,5 |
| 2001     | Charlotte Hornets | 10 | 10 | 41,9 | 40,4 | 33,3 | 84,1 | 6,2 | 5,7 | 1,2 | 0,3 | 24,9 |
| 2002     | Charlotte Hornets | 1  | 1  | 10,0 | 0,0  | 0,0  | -    | 1,0 | 1,0 | 0,0 | 0,0 | 0,0  |
| 2003     | N.O. Hornets      | 4  | 4  | 40,5 | 43,0 | 40,0 | 71,4 | 3,5 | 5,3 | 1,0 | 0,3 | 24,8 |
| Carriera | Carriera          | 52 | 50 | 35,6 | 38,9 | 36,9 | 78,0 | 4,7 | 3,2 | 0,9 | 0,2 | 15,0 |

#### Massimi in carriera
- Massimo di punti: 50 (2 volte)[4]
- Massimo di rimbalzi: 15 (3 volte)
- Massimo di assist: 14 vs Chicago Bulls (12 marzo 2001)
- Massimo di palle rubate: 5 (4 volte)
- Massimo di stoppate: 3 vs Denver Nuggets (9 gennaio 1998)
- Massimo di minuti giocati: 53 vs Houston Rockets (11 aprile 1995)

## Palmarès
- NCAA AP All-America First Team (1993)
- NBA All-Rookie First Team (1994)
- All-NBA Third Team (2003)
- NBA All-Star (2003)